# Rudolf Piefke
Rudolf Piefke (Sulęcin, toen nog: Zielenzig, 3 juni 1835 – Kostrzyn nad Odrą, toen nog: Küstrin, 24 november 1900) was een Duits componist en militaire kapelmeester. Hij is de jongere broer van de reeds bekendere Johann Gottfried Piefke (1815-1884) eveneens componist en militaire kapelmeester. Zij waren beide zonen van organist  en stedelijk musicus Johann Piefke en zijn echtgenote Dorothea. Omdat beide broers kapelmeester van een Pruisische militaire kapel waren groeide in Oostenrijk het riedeltje Die Piefkes kommen! (De Piefkes komen) als synoniem voor de tijdens de overwinningsparade voor Koning Wilhelm I van Duitsland na de Duitse Oorlog op 31 juli 1866 op het marsveld bij Gänserndorf 50.000 marcherende Pruisische soldaten en later utiliseerde het zich tot synoniem voor een onbeschaafde, bijdehante, meteen "pre-potente" Duitse in het Oostenrijkse taalgebruik als animositeit. 

## Levensloop
Piefke begon zijn muzikale carrière in de militaire Kapelle des Leib-Grenadier-Regiments Nr. 8 van zijn oudere broer Johann Gottfried Piefke te Frankfurt (Oder). Hij werd in 1860 dirigent van een nieuwe Kapel Infanterie-Regiment von Stülpnagel (5. Brandenburgisches) Nr. 48 te Küstrin, en bleef voor de rest van zijn leven in deze functie, maar hij werd nog bekroond met de titel "Koninklijk Pruisische dirigent". Hij was een knap en indrukwekkend persoon van 1,90 m hoogte en bijna 125 kg gewicht en met een lange baard. Piefke heeft met zijn regimentskapel deelgenomen aan de oorlogen 1864 Tweede Duits-Deense Oorlog, 1866 Duitse Oorlog en 1870-1871 Frans-Duitse Oorlog. De oorlog tegen Denemarken in 1864 was een succesvol troepen overgang van de zeestraat tussen het Noord-Duitse eiland Fehmarn en het vasteland. Over de situatie schreef Piefke de Fehmarn-Sund-Marsch,  op. 13. Deze mars werd later in Zweden Förgaddringsmarsch genoemd en werd regimentsmars van het "Västerbotten Regiment", het "Bohus Regiment" alsook van de "Oorlog Academie Karlberg".
Als componist schreef hij marsen en dansen voor harmonieorkest. Hij stierf tijdens een serenade gedurende de uitvoering van zijn Fehmarn-Sund-Marsch,  op. 13 door zijn regimentskapel voor zijn woning aan een beroerte.

## Composities

### Werken voor harmonieorkest
- 1864 Fehmarn-Sund-Marsch,  op. 13
- 1865 Königgrätzer Siegesmarsch, op. 17[1]
- 1874 Pariser Einzugsmarsch, op. 38
- Friedensgrüße wals, op. 40
- Gambrinus-Polka
- Gazellen-Galopp
- Haideblümchen, polka mazurka
- Kriegers Abschied, op. 25
- Mit vollen Segeln, galop, op. 27
- Deutscher Siegesmarsch, op. 36
- D'runter und d'rüber, galop, op. 15
- Ungarn und die Schweiz, op. 55